# Euphorbia djimilensis
Euphorbia djimilensis är en törelväxtart som beskrevs av Pierre Edmond Boissier. Euphorbia djimilensis ingår i släktet törlar, och familjen törelväxter. Inga underarter finns listade i Catalogue of Life.